# Championnats du Nicaragua de cyclisme sur route
Les championnats du Nicaragua de cyclisme sur route sont les championnats nationaux de cyclisme sur route organisés par la Fédération du Nicaragua de cyclisme.

## Hommes

### Podiums de la course en ligne
| Année     | Vainqueur           | Deuxième          | Troisième         |
| --------- | ------------------- | ----------------- | ----------------- |
| 1981      | Mauricio Aranda     |                   |                   |
| 1982      | Mauricio Aranda     |                   |                   |
| 1984      | Marvin Orozco       |                   |                   |
| 1985      | Hijalmar Padilla    |                   |                   |
| 1990      | Ronny Villavicencio |                   |                   |
| 1991      | Octavio Gutiérrez   |                   |                   |
| 1992      | Octavio Gutiérrez   |                   |                   |
| 1993      | Octavio Gutiérrez   |                   |                   |
| 2002      | Walter Gaitán       | Ricardo Vanegas   | Cristian Fajardo  |
| 2003      | Walter Gaitán       |                   |                   |
| 2004      | Walter Gaitán       |                   |                   |
| 2005-2006 | ?                   |                   |                   |
| 2007      | Walter Gaitán       | Fernando Tejada   | Leonardo Flores   |
| 2008      | Fernando Tejada     | Roger Arteaga     | Walter Gaitán     |
| 2009      | Walter Gaitán       | Marvin Baldioseda | Marlon Samayoa    |
| 2010      | Roger Arteaga       | Jaime Ramírez     | Manuel Larios     |
| 2011      | Jorge Marccerano    | Manuel Larios     | Ruddy Jiménez     |
| 2012      | Ruddy Jiménez       | Roger Arteaga     | Jorge Marccerano  |
| 2013      | ?                   |                   |                   |
| 2014      | Marlon Samayoa      |                   |                   |
| 2015      | Roger Arteaga       | Melvin Cano       | Marlon Samayoa    |
| 2016      | Marlon Samayoa      | Melvin Cano       | Jaime Ramírez     |
| 2017      | Jaime Ramírez       | Argenis Vanegas   | Roger Arteaga     |
| 2018      | Larry Valle         | Marlon Samayoa    | Moisés Narváez    |
| 2019      | Óscar Hernández     | José Caballero    | Martín Rivero     |
| 2020      | Óscar Hernández     | Roger Arteaga     | Larry Valle       |
| 2021      | David Castrillo     | José Caballero    | Jorge Marcenaro   |
| 2022      | Argenis Vanegas     | Óscar Hernández   | Yader Cerrato     |
| 2023      | Argenis Vanegas     | Larry Valle       | Jaime Ramírez     |
| 2024      | Argenis Vanegas     | Henry Rojas       | José Alexis Reyes |
| 2025      | Argenis Vanegas     | José Caballero    | Luis Carlos Guido |

### Podiums du contre-la-montre
| Année     | Vainqueur          | Deuxième          | Troisième        |
| --------- | ------------------ | ----------------- | ---------------- |
| 2002      | Walter Gaitán      | Cristian Fajardo  | Eddy Acevedo     |
| 2003      | Walter Gaitán      | Roberto Martínez  |                  |
| 2004      | Walter Gaitán      | Octavio Gutiérrez | Ricardo Escorcia |
| 2005      | Walter Gaitán      | Octavio Gutiérrez | Ruddy Jiménez    |
| 2006      | ?                  |                   |                  |
| 2007      | Fernando Tejada    | Manuel Larios     | Eddy Acevedo     |
| 2008      | ?                  |                   |                  |
| 2009      | Walter Gaitán      | Manuel Larios     | Marlon Samayoa   |
| 2010-2011 | ?                  |                   |                  |
| 2012      | Jorge Marccerano   | Roger Arteaga     | Manuel Larios    |
| 2013      | ?                  |                   |                  |
| 2014      | Walter Gaitán      | Jaime Ramírez     | Carlos Espinoza  |
| 2015      | Geovanny Rodríguez | Melvin Cano       | José Caballero   |
| 2016      | Geovanny Rodríguez | Melvin Cano       | Ruddy Jiménez    |
| 2017      | Marlon Samayoa     | Larry Valle       | Jaime Ramírez    |
| 2018      | Marlon Samayoa     | Larry Valle       | Roger Arteaga    |
| 2019      | José Caballero     | Yader Cerrato     | Roger Artiaga    |
| 2020      | David Castrillo    | José Caballero    | Yader Cerrato    |
| 2021      | Larry Valle        | José Caballero    | David Castrillo  |
| 2022      | Argenis Vanegas    | Yader Cerrato     | Lenar Uriarte    |
| 2023      | Argenis Vanegas    | Larry Valle       | Jefferson Jerez  |
| 2024      | Argenis Vanegas    | Henry Rojas       | Larry Valle      |
| 2025      | Luis Carlos Guido  | Argenis Vanegas   | José Caballero   |

## Femmes

### Podiums de la course en ligne
| Année | Vainqueur             | Deuxième              | Troisième             |
| ----- | --------------------- | --------------------- | --------------------- |
| 2016  | Ana Laura             | Arlen López           | Maria Salgado         |
| 2017  | Ana Laura             |                       |                       |
| 2018  | Halima Jiménez        | Maria José Silva (en) |                       |
| 2019  | Halima Jiménez        | Maria José Silva (en) | Tatiana Jiménez       |
| 2020  | Maria José Silva (en) | Halima Jiménez        | Johana Marín          |
| 2021  | Maria José Silva (en) | Carolina de Trinidad  | Ana Laura             |
| 2022  | María Elisa Gómez     | Xochill García        | Maria José Silva (en) |
| 2023  | María Elisa Gómez     | Diana Marín           | María Posada          |
| 2024  | María Posada          | Maria Elisa Gómez     | Katherine López       |

### Podiums du contre-la-montre
| Année | Vainqueur             | Deuxième          | Troisième            |
| ----- | --------------------- | ----------------- | -------------------- |
| 2014  | Isayana Alguera       |                   |                      |
| 2016  | Ana Laura             | Arlen López       | Astrid Aburto        |
| 2017  | ?                     |                   |                      |
| 2018  | Maria José Silva (en) | Ana Laura         | Halima Jiménez       |
| 2019  | Maria José Silva (en) | Halima Jiménez    | Tatiana Jiménez      |
| 2020  | Maria José Silva (en) | Halima Jiménez    | Tania Vega           |
| 2021  | Maria José Silva (en) | Ana Laura         | Carolina de Trinidad |
| 2022  | Maria José Silva (en) | Diana Marín       | María Elisa Gómez    |
| 2023  | María Elisa Gómez     | María Posada      | Diana Marín          |
| 2024  | María Posada          | María Elisa Gómez | Katherine López      |
| 2025  | Diana Marín           | Anabella Galeano  | Regina Marín         |

## Espoirs Hommes

### Podiums de la course en ligne
| Année     | Vainqueur        | Deuxième            | Troisième           |
| --------- | ---------------- | ------------------- | ------------------- |
| 1999      | Marvin Campos    |                     |                     |
| 2011      | Luis Centeno     | Marlon Samayoa      | Jaime Ramírez       |
| 2012      | Jimmy García     | Marlon Samayoa      | Kevin Mayorga       |
| 2013-2015 | ?                |                     |                     |
| 2016      | José Caballero   | Manuel Salvador     | Evert Mendieta      |
| 2017      | Jairo Robles     | José Caballero      | Manuel Salvador     |
| 2018      | Henry Rojas      | David Castrillo     | José Caballero      |
| 2019      | Henry Rojas      | Jairo Robles        | Alexander Ticay     |
| 2020      | Henry Rojas      | Luis Carlos Guido   | Carlos Andrés Muñoz |
| 2021      | Jefferson Jerez  | Luis Carlos Guido   | Henry Rojas         |
| 2022      | Jefferson Jerez  | Luis Carlos Guido   | Rafael López        |
| 2023      | Leonardo Salgado | Kevin Gatica        | Alex Monero         |
| 2025      | Andrés Solís     | Cristopher Loaisiga | Wilton Picado       |

### Podiums du contre-la-montre
| Année     | Vainqueur         | Deuxième          | Troisième       |
| --------- | ----------------- | ----------------- | --------------- |
| 2003      | Ruddy Jiménez     | Sergio Mayorga    |                 |
| 2004      | Ruddy Jiménez     | Sergio Mayorga    | Julio Zelaya    |
| 2012      | Jaime Ramírez     | Marlon Samayoa    | Kevin Mayorga   |
| 2013-2017 | ?                 |                   |                 |
| 2018      | José Caballero    | Henry Rojas       | Dilan Centeno   |
| 2019      | Jairo Robles      | Henry Rojas       | Kevin Domínguez |
| 2020      | Henry Rojas       | Luis Carlos Guido | Jorge Luis Soto |
| 2021      | Henry Rojas       | Jefferson Jerez   | Oliver Aguilar  |
| 2022      | Luis Carlos Guido | Jefferson Jerez   | Brayan González |
| 2023      | Leonardo Salgado  | Holiver Felipe    | Bryant López    |
| 2024      | Leonardo Salgado  | Bryant López      | Wilton Picado   |
| 2025      | Bryant López      | Jason Cabrera     | Wilton Picado   |

## Juniors Hommes

### Podiums de la course en ligne
| Année     | Vainqueur          | Deuxième           | Troisième           |
| --------- | ------------------ | ------------------ | ------------------- |
| 2002      | Ruddy Acevedo      | Ruddy Jiménez      |                     |
| 2003      | Sergio Mayorga     | Ruddy Jiménez      | Yasser Argüello     |
| 2008      | Jaime Ramírez      | Marlon Samayoa     | Walter Bonilla      |
| 2009      | Jimmy García       | Argeny Rivas       | Steven Flores       |
| 2010      | ?                  |                    |                     |
| 2011      | Geovanny Rodríguez | Francisco Gómez    | Kevin McDaniel      |
| 2012      | Kevin McDaniel     | Jairo Fuentes      | Francisco Gómez     |
| 2013-2015 | ?                  |                    |                     |
| 2016      | Henry Rojas        | Winston García     | Iván Flores         |
| 2017      | Henry Rojas        |                    |                     |
| 2018      | ?                  |                    |                     |
| 2019      | Luis Carlos Guido  | Juan Ismael García | Cristopher García   |
| 2020      | Oliver Aguilar     | Engels López       | Cristopher García   |
| 2021      | Leonardo Salgado   | Roberto Lacayo     | Rafael López        |
| 2022      | Andrés Bojorge     | Leonardo Salgado   | Wilfredo Ortiz      |
| 2023      | Andrés Solís       | Jason Cabrera      | Gerald Martínez     |
| 2024      | Andrés Solís       | Giovanni Fonseca   | José Carlos Salazar |
| 2025      | John Barrios       | Adrián Solís       | Jeyson Navarrete    |

### Podiums du contre-la-montre
| Année     | Vainqueur          | Deuxième           | Troisième        |
| --------- | ------------------ | ------------------ | ---------------- |
| 2002      | Ruddy Jiménez      | Yasser Argüello    | Carlos Rosales   |
| 2004      | Yasser Argüello    |                    |                  |
| 2009      | Jimmy García       | Argenis Rivas      | Steven Flores    |
| 2010-2011 | ?                  |                    |                  |
| 2012      | Geovanny Rodríguez | Jairo Robles       | Jonathan Jiménez |
| 2013-2015 | ?                  |                    |                  |
| 2016      | Henry Rojas        |                    |                  |
| 2017-2018 | ?                  |                    |                  |
| 2019      | Luis Carlos Guido  | José Ángel Padilla | Jorge Luis Soto  |
| 2020      | Cristopher García  | Cristopher Guido   | Leonardo Romero  |
| 2021      | Andrés Bojorge     | Roberto Lacayo     | Leonardo Salgado |
| 2022      | Leonardo Salgado   | Andrés Bojorge     | Axel Artiaga     |
| 2023      | Wilton Picado      | Axel Artiaga       | Gerald Martínez  |
| 2024      | Giovanni Fonseca   | Richard Fonseca    | Jonathan Ruiz    |
| 2025      | Jeyson Navarrete   | Ramiro Sánchez     | Kener Ramos      |

## Cadets Hommes

### Podiums de la course en ligne
| Année     | Vainqueur          | Deuxième        | Troisième         |
| --------- | ------------------ | --------------- | ----------------- |
| 2008      | Kevin Mayorga      | Jimmy García    | Jairo Sandino     |
| 2009      | Geovanny Rodríguez | Kevin Mayorga   | Omar Vasquez      |
| 2010-2015 | ?                  |                 |                   |
| 2016      | Brayan González    | Junior Cuaresma | Luis Carlos Guido |
| 2017      | Luis Carlos Guido  |                 |                   |
| 2018      | ?                  |                 |                   |
| 2019      | Diego Blandon      | Roberto Lacayo  | Keyneth Korpus    |
| 2020      | Leonardo Salgado   | Jonathan Ruiz   | Andrés Bojorge    |
| 2021      | Jason Cabrera      | Jonathan Calero | Nelson Calero     |
| 2025      | Carlos Chavarría   | Douglas Juárez  | Wesley Parrales   |

### Podiums du contre-la-montre
| Année | Vainqueur      | Deuxième             | Troisième        |
| ----- | -------------- | -------------------- | ---------------- |
| 2019  | Andrés Bojorge | José Castillo        | Diego Blandon    |
| 2020  | Keyneth Korpus | Axel Artiaga         | Andrés Bojorge   |
| 2021  | ?              |                      |                  |
| 2022  | Jonathan Ruiz  | Jeyson Navarrete     | Iam López        |
| 2025  | Adrián Solís   | Luis Eduardo Fonseca | Carlos Chavarría |